# 马营乡 (海东市)
马营乡，是中华人民共和国青海省海东市乐都区下辖的一个乡镇级行政单位。

## 行政区划
马营乡下辖以下地区：
马莲沟村、湾塘村、龙王岗村、昆仑村、上浪卡村、姜洞村、龙床村、牙合村、连丰村、卡拉村、白崖坪村、墩湾村、胜利村、脑庄村、八架山村、康巴村、古城村和北坪村。